# Henrik Overgaard
Henrik Overgaard (født 7. april 1978) er en dansk fodbolddommer, der siden 2010 har dømt kampe i den danske 1. division.